# カンピーナス
カンピーナス（Campinas）(IPA: [kɐ̃ːˈpinɐs]) は、ブラジル南東部サンパウロ州の都市。

## 概要
サンパウロから約100km内陸に入った所にある。カンピーナスはポルトガル語で「草原」という意味であり、かつては草原の広がる農業地域だったが、人口の増加により、カンピーナス市内の大半は市街地となっている。
カンピーナスの人口は約121万人（2020年）で、周辺地域を含めると約360万人となり、州内ではサンパウロに次ぐ大都市である。

## 歴史
当初カンピーナスは、ブラジルの奥地開拓者（バンデイランテス）の基地として建設され、カンピーナス・ヂ・マト・グロッソと名付けられた。最初の入植はフランシスコ・バヘット・レメ・ド・プラドの下1739年から1744年の間に行われた。
1797年には町に昇格し、名称もヴィラ・ヂ・サォン・カルロスに変更されたが、1842年に市に昇格した際にカンピーナスとなった。
初期のカンピーナスの主産業は農業で、肥沃な土壌を利用して主にサトウキビやコーヒーの栽培が行われていた。しかし19世紀後半に入るとコーヒーの需要が伸び、市の人口は飛躍的に増加した。空前のコーヒー景気の中1872年にはパウリスタ鉄道会社が設立され、カンピーナスはブラジル有数の大都市へと成長した。20世紀に入って黄熱病が流行し、人口の3割を失う大きな打撃を受けたが劇的な復興を見せ、「不死鳥の町」として広く知られるようになった。
1930年代になるとコーヒーの価格が暴落し、代わりに工業が盛んになった。工業の急速な発展は労働力の需要を大きく増加させ、カンピーナスにはイタリアを始めとした多くの国々からの移民が流入した。また1970年代から1980年代にかけてはブラジル国内からの大規模な人口の流入が見られ、その都度カンピーナスは大きく発展した。その発展の目覚しさはしばしば同州のサンパウロ市に対して「西方の姫君」と形容されるほどであった。さらに市内には数多くのバスターミナル（ホドヴィアーリア）が建設され、カンピーナスは陸上交通の要所としても特筆すべき発展を見せた。1990年代にはカンピーナスにIT関連のハイテク産業が集中し、多くの優れた教育・研究機関も設立された。
しかしながら、1998年以降カンピーナスから工場が大量に移転した為、依然としてハイテク産業や諸研究機関の中枢ではあるものの、現在では商業が主産業となりつつある。

## 経済

### 工業
おもな工業製品は織物、機械、農業機器。

## 教育
- カンピーナス州立大学（1962年創立）

- カンピーナス・カトリック大学（1941年創立）

## 交通

### 空港
- ヴィラコッポス国際空港：100kmの距離であるにもかかわらず、サンパウロ市内のコンゴーニャス空港との間に航空便がある。

### バス
市内各所に、数多くのバスターミナル（ホドヴィアーリア）が存在する。

### 道路
サンパウロとブラジリアを結ぶ幹線道路が通っている。

## 文化

### スポーツ
サッカー
サッカークラブのAAポンチ・プレッタとグアラニFCがカンピーナスを本拠地に活動している。

## 気候
| カンピーナス (1890年–2012年)の気候                                                           | カンピーナス (1890年–2012年)の気候 | カンピーナス (1890年–2012年)の気候 | カンピーナス (1890年–2012年)の気候 | カンピーナス (1890年–2012年)の気候 | カンピーナス (1890年–2012年)の気候 | カンピーナス (1890年–2012年)の気候 | カンピーナス (1890年–2012年)の気候 | カンピーナス (1890年–2012年)の気候 | カンピーナス (1890年–2012年)の気候 | カンピーナス (1890年–2012年)の気候 | カンピーナス (1890年–2012年)の気候 | カンピーナス (1890年–2012年)の気候 | カンピーナス (1890年–2012年)の気候 |
| 月                                                                                           | 1月                                | 2月                                | 3月                                | 4月                                | 5月                                | 6月                                | 7月                                | 8月                                | 9月                                | 10月                               | 11月                               | 12月                               | 年                                 |
| -------------------------------------------------------------------------------------------- | ---------------------------------- | ---------------------------------- | ---------------------------------- | ---------------------------------- | ---------------------------------- | ---------------------------------- | ---------------------------------- | ---------------------------------- | ---------------------------------- | ---------------------------------- | ---------------------------------- | ---------------------------------- | ---------------------------------- |
| 最高気温記録 °C （°F）                                                                       | 36.1 (97)                          | 35.8 (96.4)                        | 34.5 (94.1)                        | 33.6 (92.5)                        | 32.4 (90.3)                        | 30.0 (86)                          | 31.2 (88.2)                        | 35.0 (95)                          | 37.8 (100)                         | 37.8 (100)                         | 37.8 (100)                         | 36.8 (98.2)                        | 37.8 (100)                         |
| 平均最高気温 °C （°F）                                                                       | 28.9 (84)                          | 29.1 (84.4)                        | 28.7 (83.7)                        | 27.2 (81)                          | 25.0 (77)                          | 24.0 (75.2)                        | 24.2 (75.6)                        | 26.1 (79)                          | 27.0 (80.6)                        | 27.8 (82)                          | 28.3 (82.9)                        | 28.4 (83.1)                        | 27.1 (80.8)                        |
| 平均最低気温 °C （°F）                                                                       | 18.6 (65.5)                        | 19.0 (66.2)                        | 18.2 (64.8)                        | 16.2 (61.2)                        | 13.6 (56.5)                        | 12.0 (53.6)                        | 11.4 (52.5)                        | 12.6 (54.7)                        | 14.4 (57.9)                        | 15.9 (60.6)                        | 16.9 (62.4)                        | 18.0 (64.4)                        | 15.5 (59.9)                        |
| 最低気温記録 °C （°F）                                                                       | 10.1 (50.2)                        | 10.4 (50.7)                        | 10.0 (50)                          | 3.8 (38.8)                         | 0.2 (32.4)                         | −1.5 (29.3)                        | −0.2 (31.6)                        | 0.2 (32.4)                         | 1.8 (35.2)                         | 5.2 (41.4)                         | 8.0 (46.4)                         | 9.5 (49.1)                         | −1.5 (29.3)                        |
| 降水量 mm （inch）                                                                           | 280.3 (11.035)                     | 215.9 (8.5)                        | 162.3 (6.39)                       | 58.6 (2.307)                       | 63.3 (2.492)                       | 35.4 (1.394)                       | 43.3 (1.705)                       | 22.9 (0.902)                       | 59.5 (2.343)                       | 123.5 (4.862)                      | 155.6 (6.126)                      | 203.9 (8.028)                      | 1,424.5 (56.083)                   |
| % 湿度                                                                                       | 57                                 | 54                                 | 50                                 | 47                                 | 46                                 | 43                                 | 41                                 | 36                                 | 43                                 | 46                                 | 49                                 | 54                                 | 47                                 |
| 出典：IAC – Instituto Agronômico de Campinas (Temperaturas) / CEPAGRI-UNICAMP (Outros dados) |                                    |                                    |                                    |                                    |                                    |                                    |                                    |                                    |                                    |                                    |                                    |                                    |                                    |

## 姉妹都市･提携都市
- サンディエゴ（アメリカ合衆国）
- コルドバ（アルゼンチン共和国 コルドバ州）
- トリノ（イタリア共和国 ピエモンテ州）
- マリート（イタリア共和国 カラブリア州）
- ダロア（コートジボワール共和国 サッサンドラ･マラウェ地方 高サッサンドラ州）
- ノヴィ・サド（セルビア共和国 ヴォイヴォディナ州）
- 福州市（中華人民共和国 福建省）
- 靖安県（中華人民共和国 江西省 宜春市）
- 撫順市（中華人民共和国 遼寧省）
- コンセプシオン（チリ共和国 ビオビオ州）
- 岐阜市（日本国 中部地方 岐阜県）
- アスンシオン（パラグアイ共和国 アスンシオン首都圏）
- エリコ（パレスチナ国 ヨルダン川西岸地区 エリコ県）
- サンタ・クルス・デ・ラ・シエラ（ボリビア多民族国 サンタクルス県）
- ブルメナウ（ブラジル連邦 サンタカタリーナ州）
- ベレン（ブラジル連邦 パラー州）